# غينكي مياوتشي
غينكي مياوتشي (باليابانية: 宮地 元貴) (17 أبريل 1994 في غوتينبا في اليابان – )؛ هو لاعب كرة قدم كان يلعب كلاعب وسط.

## وصلات خارجية
- غينكي مياوتشي على موقع رابطة كرة القدم اليابانية للمحترفين (اليابانية)
- غينكي مياوتشي على موقع قاعدة بيانات كرة القدم.إي يو (الإنجليزية)
- غينكي مياوتشي على موقع Soccerway.com (الإنجليزية)
- غينكي مياوتشي على موقع عالم كرة القدم.نت (الإنجليزية)